# イルファーン・アリ
モハメド・イルファーン・アリ（英語: Mohamed Irfaan Ali, 1980年4月25日 - ）は、ガイアナの政治家。同国大統領（第10代）。同国環境大臣を歴任した。国家元首として同国初のイスラム教徒である。
2015年までドナルド・ラモター政権で環境大臣就任後、2020年にアリは人民進歩党の大統領候補に推薦され、同年3月の総選挙で勝利。勝利から数か月後の2020年8月2日にガイアナの第10代大統領として宣誓。就任が数ヶ月経過した理由は選挙人投票の集計に時間を要したからである。

## 生涯

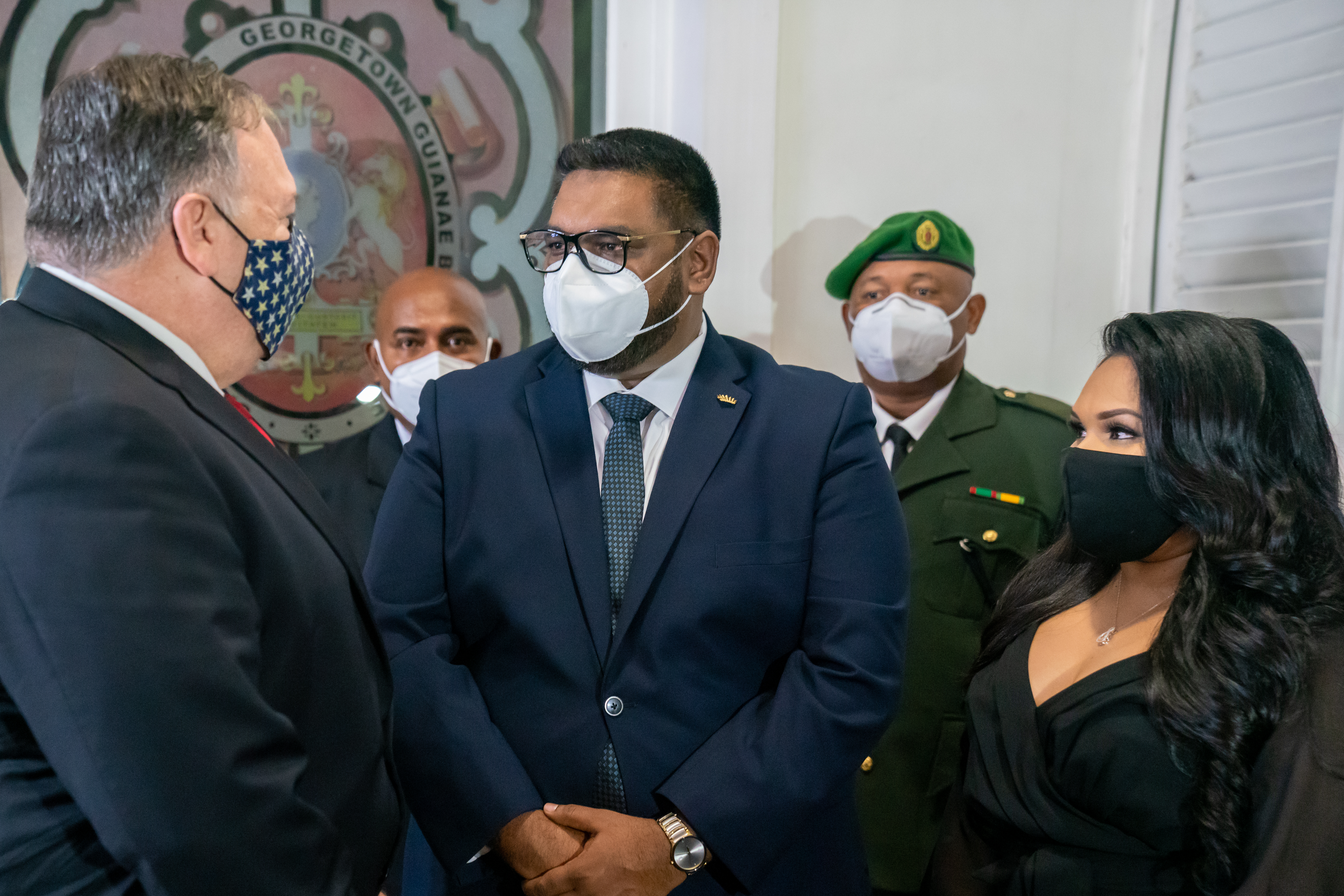
2020年にガイアナを訪れたマイク・ポンペオ国務長官（左）と会談するアリ（右）

1980年にエセキボ諸島＝西デメララ州の小さな村、レオノーラで生まれた。両親は共に教師で首都ジョージタウンから数キロ離れた離島のレグアン島で育った。家族はイスラム教徒であった。母方の曾祖父母はインド北部のウッタル・プラデーシュ州から奴隷として、英領ギアナに渡った。ジョージタウンのスタニスラウス高等学校で高等教育を受ける。
西インド諸島大学にて、地域科学の博士号を取得している。アングリア・ラスキン大学で金融学の学位、サルフォード大学で国際商法の修士号、サンダーランド大学で経営学を修了している。暫くはカリブ開発銀行の職員として働いていた。
2006年に国民議会議員に当選し、その後環境大臣を務めた。大臣としての任期中は一時的に首相代行を務めたこともあった。国民議会経済管理委員会委員長の座に就いていた。
2020年3月2日、大統領候補に選出される。就任後の公約として経済改革を掲げた。国内失業率の低下も最大限に努めると語った。5年間で失業者の50,000人の雇用を創出することを強調。石油部門に対する透明性と世界的基準の必要性を訴えた。選挙期間中に反対派はアリが学歴詐称の疑いがあると批判した。
2011年から2015年の間に1億7400万ドル以上の土地を騙し取ったとして、複数の国会議員から十数件の詐欺の疑いで起訴される。被害者側は販売された土地の価値は2億1,240万ドルであると告発。2015年8月14日、最高裁は告発を棄却した。
就任後の同年9月には、アメリカ国務長官であるマイク・ポンペオ（当時）と会談した。会談の内容として隣国のベネズエラでの違法薬物取引を阻止するため、海上軍事演習を行うことを約束した。

## 栄誉
- プラヴァシ・バラティヤ・サムマン（英語版） - インド系住民に福祉活動での業績を収めたことから受勲された[17]。
- バルバドス自由勲章（英語版） - 社会的関係を促進したことを讃え、受勲された[18]。